# Vega Terra
La Vega Terra è una struttura geologica della superficie di Plutone.